# Капризница
«Капризница» (от фр. La Boudeuse; дословно «Надувшая губы») — картина французского живописца Антуана Ватто из собрания Государственного Эрмитажа (инв. ГЭ-4120). Датируемая периодом французского стиля регентства (1716—1719 годами), картина на протяжении долгого времени находилась в Англии в собраниях государственного деятеля Роберта Уолпола, его сына писателя Хораса Уолпола и их наследников; сменив нескольких владельцев в середине XIX века, она вошла в собрание графа П. С. Строганова в Санкт-Петербурге, с 1923 года в собрании Эрмитажа.
«Капризница», изображающая на переднем плане молодую пару посреди пейзажного фона, представляет собой довольно редкий пример двухфигурной парковой композиции; не раз бывшая предметом искусствоведческих интерпретаций, она считается одной из лучших «галантных сцен» позднего периода творчества Ватто. Однако гравюра с этой картины, выполненная работавшим в Англии художником Филиппом Мерсье, не фигурировала в сборнике гравюр с картин Ватто; это обстоятельство вызвало спор об авторстве картины, разрешившийся в ходе исследования её истории владения.

## Описание
На картине изображены молодая женщина в тёмно-оливковом платье и её кавалер в жёлтом кафтане и малиновом берете со страусиным пером. Пара находится в парке, девушка сидит на каменном постаменте спиной к своему кавалеру и имеет несколько капризное выражение лица. Вдали видна прогуливающаяся пара и группы людей, сидящих на траве.
Ю. Г. Шапиро в своём обзоре коллекций Эрмитажа отдельно остановился на «Капризнице»:

Ватто поэтизирует обычный эпизод из праздной жизни светского общества, вносит в повествование оттенок скрытой взволнованности, мечтательности, грусти. Поэтично выглядит старый парк с мягкими очертаниями деревьев, тончайшим узором сплетающихся ветвей и полупрозрачной листвой, просвечивающей на фоне блекло-желтого неба. В композиции картины, прихотливом контуре фигур и очертаний деревьев, в мягком звучании неярких красок с сильным, подобно аккорду, черным пятном блестящего шелкового платья дамы, ощутим музыкальный ритм.

## История
История бытования картины, исследуемая с 1960-х годов, прослеживается с первых лет после смерти Ватто — первой половины 1720-х годов, когда «Капризница» уже находилась в Англии в собрании Саломона Готье (Salomon Gautier) — торговца картинами, близкого знакомого художника и теоретика Роже де Пиля; на устроенной после смерти Готье распродаже в 1726 году картина соответствует лоту 34 со следующим описанием: «Мужчина и женщина сидящие, [кисти] Ватто» (“a Man and a Woman sitting, Watteau”). Через некоторое время — в период после 1736 года — работу приобрел канцлер казначейства и первый премьер-министр Великобритании сэр Роберт Уолпол (по другой версии, картину приобрёл его старший сын Роберт); возможно, картина могла в то время находиться в резиденции премьер-министра либо в поместье Хоутон-холл. После смерти Роберта Уолпола картину «унаследовал» его сын писатель Хорас Уолпол — он выкупил работу за 3 фунта 3 шиллинга на распродаже собрания отца, устроенной в 1748 году, и в скором времени переместил в своё имение Строберри-Хилл. В Строберри-Хилл картина располагалась в кабинете-«трибуне», где была запечатлена на акварелях художника Эдварда Эдвардса и архитектора Джона Картера в 1780-е годы; в составленном Уолполом «Описании Строберри-Хилл» картина значилась под тем же описанием, что и на аукционе Готье в 1726 году.
В собственности Уолпола и его наследников «Капризница» находилась до 1842 года, когда коллекция имения была выставлена на «Великую распродажу», проходившую в течение месяца; на тринадцатый день торгов картину (лот № 36) купил за 39 гиней некто Эмери, живший в Лондоне на Бьюри-стрит, дом 5. У Эмери «Капризница» находилась очень недолго: в скором времени она оказывается у графа (впоследствии герцога) де Морни; пробыв у последнего менее чем десятилетие, она — под названием «Беседа» (La Conversation) — была выставлена на аукцион 24 мая 1852 года и приобретена за 1700 франков Анри Дидье (Henri Didier). У Дидье картина находилась также недолго и вскоре попала в собрание парижского дилера Шарля де Фероля (Charles de Férol), в составе которого была вновь выставлена на торги в январе 1856 года под тем же названием, что и в 1852 году.

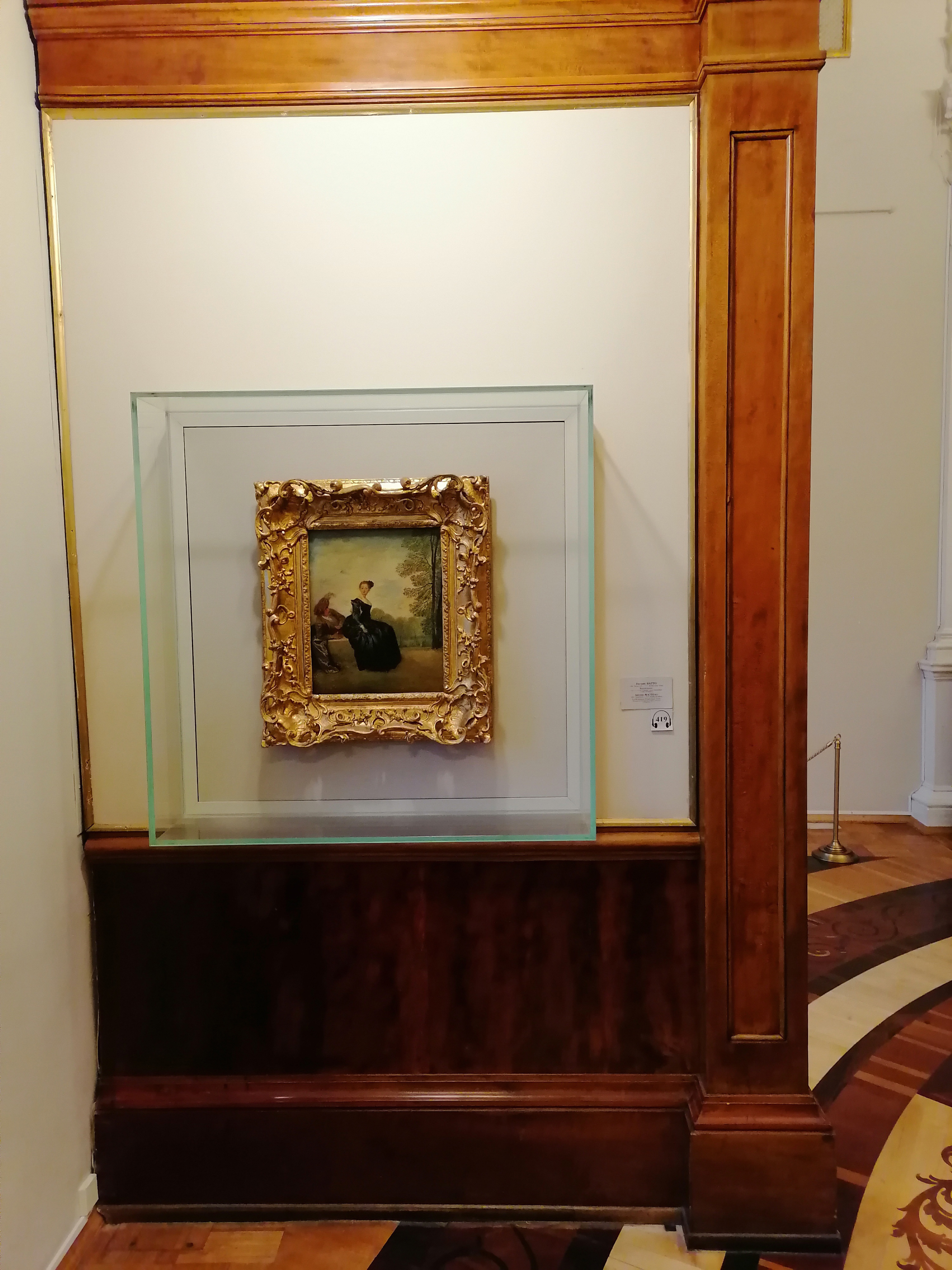
«Капризница» в зале 284 Зимнего дворца

Некоторое время после распродажи де Фероля «Капризница» находилась у доверенного лица графа де Морни Жан-Жака Меффра (фр. Jean-Jacques Meffre; 1804—1865); у последнего в 1859 году картина, носившая название «Сцена в саду» (Scéne champêtre), была приобретена за 5000 франков русским дипломатом и коллекционером графом Павлом Строгановым, после чего была перевезена в его дом на Сергиевской улице в Санкт-Петербурге; под схожим названием «Разговор в саду» она была представлена на организованной Строгановым в 1861 году выставке произведений из императорских и частных коллекций в залах Академии художеств. В доме на Сергиевской «Капризница» — единственная работа Ватто не только в собрании графа Строганова, но и в собраниях рода Строгановых в целом — находилась в Зеленой гостиной на втором этаже, где также располагались два портрета работы Николаса Нёфшателя (Строганов считал их работами Гольбейна Младшего), мраморный бюст «Фавн» работы Баччо Бандинелли и предметы восточного искусства; она была упомянута в описании дома, составленном писателем Дмитрием Григоровичем — близким другом и советником коллекционера.
После своей смерти, случившейся в 1911 году, Строганов планировал передать «Капризницу» наряду с другими предметами своему младшему брату Григорию Сергеевичу, однако последний умер в 1910 году; в конечном счёте коллекция дома на Сергиевской улице перешла в собственность его юного внучатого племянника — князя Георгия Щербатова; некоторое время спустя — предположительно в 1917 году — она переехала в родовой дворец Строгановых на Невском проспекте:153. После Октябрьской революции имущество Строгановых было национализировано, и во дворце на Невском проспекте был организован музей, часть экспозиции которого составили картины из бывшей коллекции на Сергиевской улице. По соображениям безопасности некоторое время спустя в феврале 1920 года «Капризница» в числе других работ была перевезена — как предполагалось, на временной основе — в Эрмитаж:155, где и выставляется в настоящее время в зале 284 — бывшем Втором зале военных картин Зимнего дворца; в целях наилучшей сохранности картина помещена в особую стеклянную витрину со своим отдельным внутренним микроклиматом.

### Датировки
В альбоме-каталоге 1912 года немецкий историк Эрнст Генрих Циммерман отнёс «Капризницу» к периоду 1716—1718 годов — времени создания двух версий «Паломничества на остров Киферу». В 1959 году французский живописец и знаток Жак Матей датировал работу 1715 годом; в синхронистической таблице он ставил её в одно время с другой картиной Ватто из эрмитажного собрания — «Затруднительным предложением». Считая выводы Матея малообоснованными, сотрудница Эрмитажа Инна Немилова отнесла «Капризницу» к периоду около 1718 года на основании стилистических данных. В свете бытования картины в коллекциях Уолполов Немилова и другие (преимущественно русскоязычные) авторы предполагали, что Ватто мог написать картину во время своей английской поездки (обычно относимой к 1719—1720 годам), либо незадолго до неё. В каталоге-резоне 1968 года итальянский искусствовед Этторе Камесаска, не признавая авторства Ватто, тем не менее относит «Капризницу» к периоду около 1715 года; в более позднем каталоге 1980 года Марианна Ролан-Мишель относит картину к 1715—1716 годам. В каталоге юбилейной ретроспективы (1984—1985) Пьер Розенберг, считавший позицию Немиловой вполне убедительной, относил работу к 1717 году; этой же датировкой пользуется Мэри Видаль (1992). В рамках ранее предложенных датировок работают более поздние авторы: Рено Темперини (2002) относит картину к периоду около 1715—1717 годов, а Гийом Глорье (2002) — к периоду около 1715 года.

## Связанные работы

### Картины
«Капризнице» по изобразительным мотивам близки две другие известные картины Ватто, датируемые 1716—1718 годами: «Праздник любви» (Галерея старых мастеров, Дрезден) и «Радости бала» (Далиджская картинная галерея, Лондон). На «Празднике любви» почти полностью повторена фигура и поза мужчины с эрмитажной картины, только изменён цвет его одежды; в «Радостях бала», как считается, одна из дам носит аналогичное фигурирующему в эрмитажной картине чёрное платье с прорезными рукавами. Образ полулежащего кавалера в берете также использован в композиции «Любовные беседы» (Les entretiens amoureux), известной по гравюре Жана-Мишеля Лиотара.

### Рисунок
Известен лишь один рисунок Ватто, связываемый с «Капризницей» — набросок мужской головы в берете сангиной, датируемый по каталогу Розенберга — Прата периодом около 1715 года; лист с рисунком находится в собрании Лувра (инв. RF 28930). В каталоге Паркера — Матея рисунок считался подготовительным для «Капризницы» и «Праздника любви», однако Немилова отвергала это мнение, считая этот рисунок никак не связанным с изображением мужчины на эрмитажной картине; аналогичное мнение относительно дрезденской картины высказала куратор Национальной галереи искусства Маргарет Грасселли. Розенберг, не считавший рисунок «подготовительным этюдом в строгом смысле слова», допускал его связь лишь с «Праздником любви»; в каталоге-резоне рисунков (1996) он и его коллега Луи-Антуан Прат отмечают отличия луврского рисунка от двух картин: изображенный мужчина явно младше модели эрмитажной и дрезденской картин, берет расположен отлично. Эйдельберг же указывает, что лист обрезан как минимум с трёх сторон; исходя из этого, он предлагает считать рисунок частью этюда большего размера, на котором могло присутствовать несколько зарисовок с этой же модели. Это, как считает американский исследователь, может объяснить различия между рисунком и конечным полотном — берет и перо на картине показаны под другим углом, чем на рисунке; левая щека видна меньше.

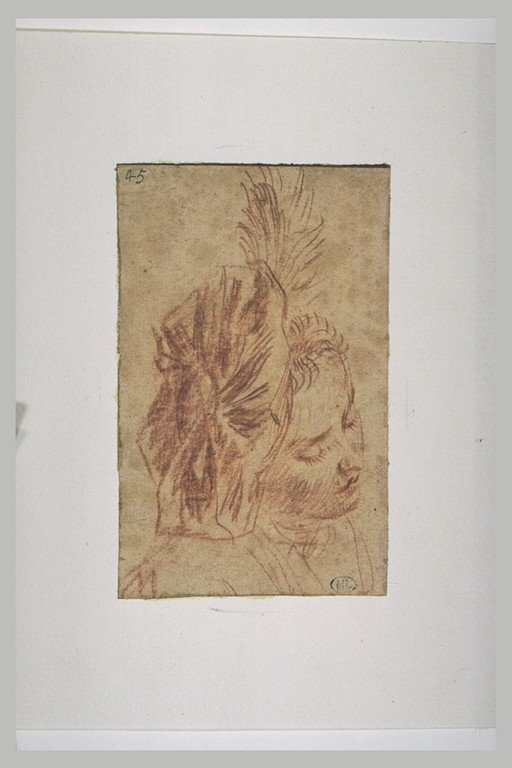
Антуан Ватто. Этюд головы молодого мужчины в берете с пером. Ок. 1715. Бумага, сангина. 9,6 × 6,1 см. Лувр, Париж
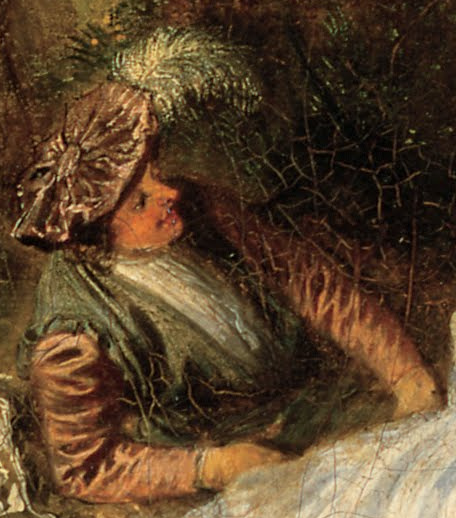
Антуан Ватто. Праздник любви. Ок. 1716–1718 Деталь Галерея старых мастеров, Дрезден
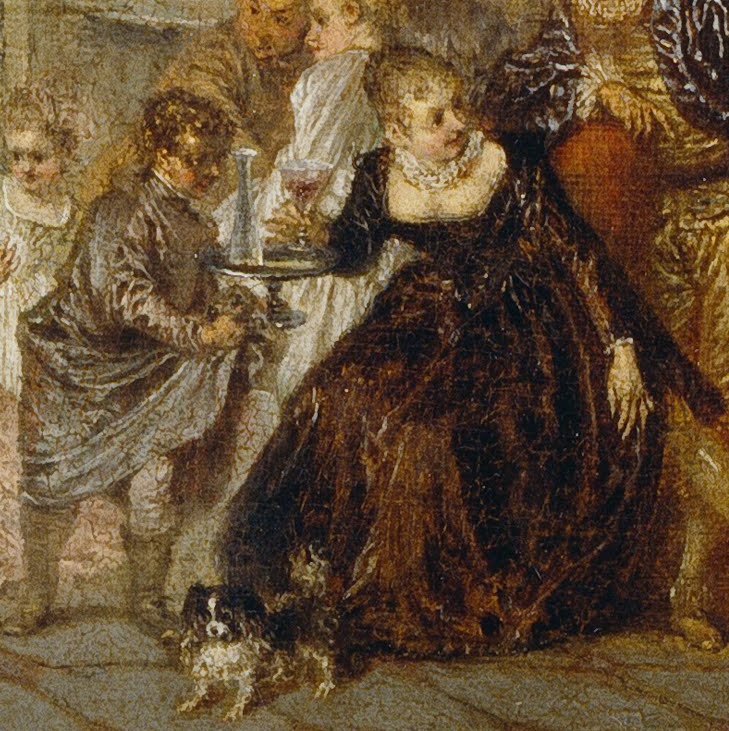
Антуан Ватто. Радости бала. Ок. 1716–1718 Деталь Далиджская картинная галерея, Лондон
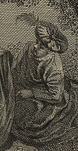
Жан-Мишель Лиотар. Любовные беседы. Ок. 1733. Гравюра с картины Антуана Ватто. Деталь Музей искусства и истории, Женева

### Гравюра Филиппа Мерсье и проблема авторства картины
«Капризница» была опубликована в виде офорта, выполненного жившим в Англии художником Филиппом Мерсье, приблизительно около 1725 года. Гравюра Мерсье была известна Пьеру-Жану Мариетту, давшему следующее описание композиции: «Женщина сидит в саду. Сзади неё находится разговаривающий с ней мужчина. Гравирована Пьером де Мерсье» («Une femme assise dans un jardin ayant derrière elle, un homme qui lui parle, gravé par Pierre de Mercier»). Как и другие гравюры Мерсье по композициям Ватто, «Капризница» не фигурировала в «Сборнике Жюльена», предположительно по причинам коммерческого характера; несмотря на это, в литературе встречались утверждения об обратном.
Мерсье, познакомившийся с Ватто в конце 1710-х годов, испытал в своём раннем творчестве большое влияние последнего; он также выполнял собственные композиции, основанные на наработках старшего коллеги. В четырехтомном исследовании гравюр по произведениям Ватто, опубликованном Эмилем Дасье и Альбером Вюафларом в 1920-х годах, было выявлено, что некоторые из гравюр Мерсье, опубликованные как якобы выполненные по оригиналам Ватто, были в действительности основаны на композициях Мерсье. В свете этого открытия принадлежность картины кисти Ватто, — прежде не оспаривавшаяся ввиду её относительной неизвестности, — была отвергнута Вюафларом и Жаком Герольдом; по их утверждению, Мерсье в своей гравюре воспроизвёл две центральные фигуры с другой композиции Ватто — «Летнего наслаждения».
Изыскания Дасье и его коллег разделили исследователей на сторонников и противников авторства Ватто. Большинство высказывавшихся авторов оставалось на традиционной атрибуции, хотя в ряде случаев они могли не догадываться о проблеме. Вторые, в числе которых были такие видные авторы, как Робер Рей, Элен Адемар и Этторе Камесаска, приняли мнение Вюафлара и Герольда; по мнению Пьера Розенберга, этому в частности способствовало плохое качество репродукций в альбоме-каталоге 1912 года. Хотя анализ картины, данный в статье Мартина Эйдельберга в 1969 году, подтвердил авторство Ватто на основании стилистических данных и изучения провенанса, сомнения продолжали высказываться: в частности, эта позиция высказывается в сборнике под редакцией Жана Ферре (1972), статье Роберта Рэйнса (1977) и монографии Дональда Познера (1984); последний предполагал, что картина могла быть совместной работой Ватто и Мерсье (с последним в качестве ответственного за фигуры).

## В популярной культуре

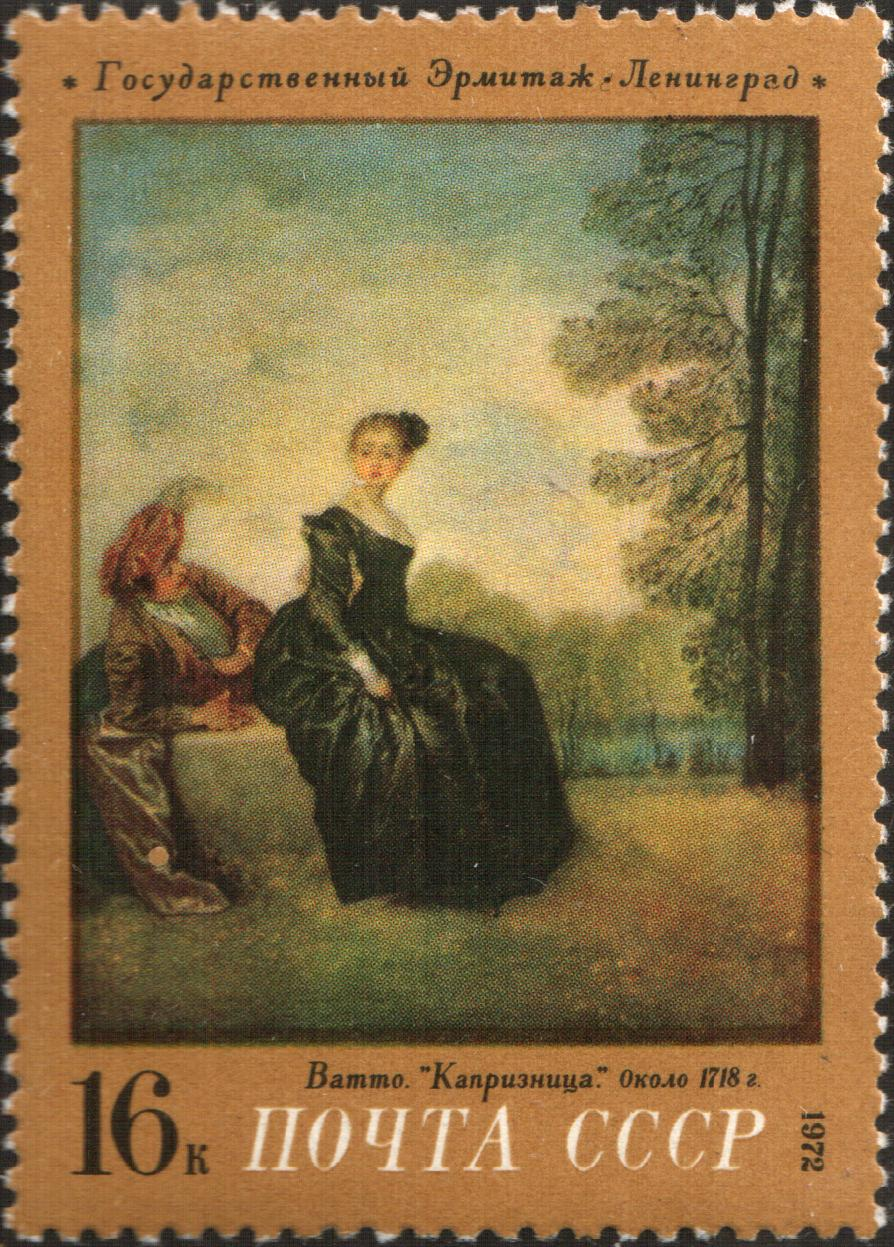
«Капризница» на почтовой марке СССР № 4159 (1972; серия «Зарубежная живопись в музеях СССР»)

В 1972 году Министерством связи СССР была выпущена почтовая марка с репродукцией этой картины, номинал марки — 16 копеек (№ 4159 по каталогу ЦФА).

## Участие в выставках
| 1861 | «Выставка картин и редких произведений художества, принадлежащих членам императорской фамилии и частным лицам» | Императорская Академия художеств, Санкт-Петербург                                                                   | 119   | [ 22 ]        |
| 1922–1925 | «Временная выставка (новые поступления) французских художников XVII—XVIII вв.»                                 | Эрмитаж, Петроград — Ленинград                                                                                      | —     | :53           |
| 1955 | «Выставка французского искусства XV—XX вв.»                                                                    | Государственный музей изобразительных искусств имени А. С. Пушкина, Москва                                          | —     | [ 73 ] [ 74 ] |
| 1956 | «Выставка французского искусства XII—XX вв.»                                                                   | Эрмитаж, Ленинград                                                                                                  | —     | [ 75 ] [ 76 ] |
| 1964 | «La Femme et l’artiste: de Bellini à Picasso»                                                                  | Галерея изящных искусств, Бордо                                                                                     | 98    | :601:607      |
| 1969 | «Francia Mesterek a leningrádi Ermitázsból»                                                                    | Музей изобразительных искусств, Будапешт                                                                            | 25    |               |
| 1972 | «Ватто и его время»                                                                                            | Эрмитаж, Ленинград                                                                                                  | 5     | :734          |
| 1972 | «Meisterwerke aus der Ermitage Leningrad und aus dem Puschkin-Museum, Moskau»                                  | Альбертинум, Дрезден                                                                                                | 48    |               |
| 1979 | «Old Master Paintings from the USSR»                                                                           | Национальная галерея Виктории, Мельбурн; Художественная галерея Нового Южного Уэльса, Сидней                        | 39    |               |
| 1984 | «Антуан Ватто. 300 лет со дня рождения»                                                                        | Эрмитаж, Ленинград                                                                                                  | —     | [ 82 ]        |
| 1984-1985 | «Watteau 1684—1721»                                                                                            | Национальная галерея искусства, Вашингтон; Национальная галерея Большого дворца, Париж; замок Шарлоттенбург, Берлин | P. 46 | [ 83 ]        |
| 1988 | «French Painting from the USSR»                                                                                | Национальная галерея, Лондон                                                                                        | 1     | [ 12 ]        |
| 2000 | «Stroganoff: The Palace and Collections of a Russian Noble Family»                                             | Портлендский художественный музей, Портленд, Орегон; Художественный музей Кимбелла, Форт-Уэрт, Техас                | 133   | [ 84 ]        |
| 2003–2004 | «Строгановы: меценаты и коллекционеры»                                                                         | Эрмитаж, Санкт-Петербург                                                                                            | 153   | [ 85 ]        |
| 2004 | «Watteau et la fête galante»                                                                                   | Музей изящных искусств, Валансьен                                                                                   | 43    | [ 86 ]        |
| 2006–2007 | «The Triumph of Eros: Art and Seduction in 18th-Century France»                                                | Сомерсет-хаус, Лондон                                                                                               | 88    | :83–84        |
| 2010 | «Horace Walpole’s Strawberry Hill»                                                                             | Йельский центр британского искусства, Нью-Хейвен (Коннектикут); Музей Виктории и Альберта, Лондон                   | 192   | [ 88 ]        |
| 2013 | «Antoine Watteau (1684–1721): La leçon de musique»                                                             | Дворец изящных искусств, Брюссель                                                                                   | 9     | [ 89 ]        |
| 2019 | «Забытый русский меценат. Собрание графа Павла Сергеевича Строганова»                                          | Эрмитаж, Санкт-Петербург                                                                                            | 68    | [ 17 ] [ 90 ] |
| Обобщающие источники: Grasselli, Rosenberg et al., 1984, p. 355, Немилова, 1985, с. 456, Eidelberg, 2016. Черта («—») означает «без номера». | | |       |               |